# Hornoy-le-Bourg
Hornoy-le-Bourg è un comune francese di 1 689 abitanti situato nel dipartimento della Somme nella regione dell'Alta Francia.

## Società

### Evoluzione demografica
Abitanti censiti